# Cheilanthes villosa
Cheilanthes villosa là một loài thực vật có mạch trong họ Adiantaceae. Loài này được Davenp. ex Maxon miêu tả khoa học đầu tiên năm 1918.